# Ранилуг (община)
Община Ранилуг (на сръбски: Општина Ранилуг, на албански: Komuna e Ranillugit) е община в Гнилянски окръг, Косово. Населението на общината през 2011 година е 3725 души. Неин административен център е село Ранилуг.
Общината фактически е малък сръбски анклав сред албанското население в Косово.

## Състав
В общината влизат тринайсет села:
- Ранилуг
- Божевце
- Голямо Ропотово
- Глоговце
- Горно Корминяне
- Доморовце
- Долно Корминяне
- Дреновце
- Малко Ропотово
- Одевце
- Панчело
- Раяновце
- Томанце

## История
Община Ранилуг е нова община, образувана съгласно Закона за административните граници на общините от 20 февруари 2008 година. Дотогава тринайсетте селища са влизали в община Косовска Каменица.